# Мюид
Мюид, мютт, мёйд, мётт (от лат. madius — мера сыпучих тел), — устаревшее название меры сыпучих тел в разных странах.  
- В Голландии 1 мёйд (нидерл. muid) = 1 гектолитру и разделяется на 100 частей.
- Во Франции мюид (фр. muid) была мерой сыпучих тел и жидкостей (бочка). Приблизительно равна 270 литрам (точное значение установить невозможно, так как мера измерения не была едина на всей территории Франции).
- Старая австрийская мера сыпучих тел = 30 метцам  = 18,45 гкл.(1844,610 литров)